# Bequette-Ribault House
La Bequette-Ribault House est une maison américaine à Sainte-Geneviève, dans le comté de Sainte-Geneviève, au Missouri. Construite en 1793, elle est protégée au sein du Ste. Geneviève National Historical Park depuis sa création en 2020.